# 331
| 331                |
| ------------------ |
| Dødsfald - Fødsler |
|                    |

| Gregoriansk kalender | 331 CCCXXXI             |
| Ab urbe condita      | 1084                    |
| Armensk kalender     | I/T                     |
| Kinesiske kalender   | 3027 – 3028 庚寅 – 辛卯 |
| Etiopisk kalender    | 323 – 324               |
| Jødisk kalender      | 4091 – 4092             |
| Hindukalendere       |                         |
| - Vikram Samvat      | 386 – 387               |
| - Shaka Samvat       | 253 – 254               |
| - Kali Yuga          | 3432 – 3433             |
| Iransk kalender      | 291 BP – 290 BP         |
| Islamisk kalender    | 300 BH – 299 BH         |

Se også 331 (tal)

## Født
- Flavius Claudius Julianus, kendt som Julian den Frafaldne. Han dør 26. juni 363.